# 퍼시픽 코스트 사커 리그
퍼시픽 코스트 사커 리그는 미국 워싱턴주와 캐나다 브리티시컬럼비아주의 팀들만 참가하는 아마추어 축구 리그이다.

## 현재 참가 구단
- 애슬레틱 클럽 BC
- 오카나간 챌린지
- 캠루프스 엑셀
- 칼사 스포팅 클럽
- 밴쿠버 선더버즈
- 빅토리아 하이랜더스 2군
- 빅토리아 유나이티드
- FC 코이노니아